# Tractat de Meerssen

Imatge del nou repartiment operat pel tractat de Meerssen.

El Tractat de Meerssen (870) és un nou acord de divisió de l'Imperi Carolingi pels fills vius de Lluís el Pietós, Carles el Calb per Frància Occidental i Lluís el Germànic per Frància Oriental (Alamània), signat a la ciutat de Meerssen, actualment als Països Baixos. El Regne de Lotaríngia, assignat pel Tractat de Verdun de 843 a Lotari I, abastava des del mar del Nord fins a la península Itàlica (l'equivalent d'avui dels Països Baixos, Suïssa i Itàlia). El tractat reemplaçava el Tractat de Verdun.
A la mort de Lotari I el 855, el regne de Frància Mitjana va ser dividit entre els seus fills pel Tractat de Prüm, pel que Lluís II d'Itàlia va rebre la corona imperial i Itàlia, Carles de Provença esdevingué rei de Provença (Baixa Borgonya i Provença pròpiament dita), Lotari II de Lotaríngia va rebre un territori que va passar a ser anomenat Lotharii Regnum (Lotaringia) compost per Austrasia (la part central encara controlada pel seu pare després de Verdun), Frísia i l'Alta Borgonya, mentre que Lluís el Germànic va mantenir Frància Oriental i Carles el Calb Frància Occidental. Lluís II el Jove, Emperador d'Occident, i germà de Lotari II de Lotaríngia, amb el suport del Papa Adrià II, també aspirava a obtenir una part, però li va ser n Lotari II va cedir les parts del sud-est de l'Alta Borgonya als seus germans Carles de Provença, que va rebre els bisbats de Belley i Tarentaise el 859, i Lluís II d'Itàlia els bisbats de Ginebra, Lausana i Sió un any més tard. Carles de Provença va morir sense hereus el 863, i el seu regne es va repartir entre Lotari II, que només va rebre les parts occidentals de la Baixa Borgonya (bisbats de Lió, Vienne, Vivarais i Uzès) que limitaven amb la seva Alta Borgonya occidental (restes de les seves possessions originals de Borgonya), i Lluís II va rebre la resta del Regne de Provença.